# 威廉·贝克林
威廉·贝克林（英語：William Becklean，1936年6月23日—），美国男子赛艇运动员。他曾代表美国参加1956年夏季奥林匹克运动会赛艇比赛，获得男子八人单桨有舵手金牌。